# Her Husband's Honor
Her Husband's Honor è un film muto del 1918 diretto da Burton L. King.
Thomas Tommamato era un attore della Compagnia Teatrale Imperiale del Giappone.

## Trama
Nancy Page, una giovane signora della buona società, passa il tempo in maniera frivola, occupandosi soprattutto delle sue relazioni mondane. Suo marito Richard, però, resta coinvolto suo malgrado nei loschi affari di Davenport, un imprenditore edile che aveva utilizzato la firma di Richard per garantire un investimento di un milione di dollari, un affare che ora si rivela una truffa. A un ricevimento dato in onore di Tato Usaki, un ricco agente giapponese, Richard cerca di convincere Lila, la moglie di Davenport, a sottrarre al marito i documenti incriminati, mentre Nancy si dà da fare con il giapponese, usando il suo fascino per fargli firmare un contratto che salverà l'azienda. Quando però Usaki sigla il contratto, pensa di aver diritto a una ricompensa e mette le mani su Nancy. La donna riesce a sfuggirgli e scappa dalla casa dove si erano dati appuntamento, scavalcando una finestra. Poi, con il contratto in mano, torna alla festa. Lila, per amore di Richard, tradisce il marito e gli ruba i documenti che vengono distrutti. Quando Davenport si rende conto di essere rovinato, si suicida.

## Produzione
Il film fu prodotto dalla Mutual Film. Durante la lavorazione, gli venne dato il titolo The Gadabout.

## Distribuzione
Distribuito dalla Mutual, il film uscì nelle sale cinematografiche degli Stati Uniti il 5 agosto 1918.